# Raszków (województwo dolnośląskie)
Raszków (niem. Seifersdorf, cz. Žibřidovice) – wieś w Polsce położona w województwie dolnośląskim, w powiecie kłodzkim, w gminie Radków.

## Położenie
Raszków to wieś łańcuchowa o długości około 2,2 km leżąca we Wzgórzach Ścinawskich, pomiędzy Suszyną na wschodzie i Wambierzycami na zachodzie, na wysokości około 390–410 m n.p.m.

## Podział administracyjny
W latach 1975–1998 miejscowość położona była w województwie wałbrzyskim.

## Historia
Pierwsza wzmianka o Raszkowie pochodzi z 1316 roku, wieś nazywała się wtedy Seifersdorf. W roku 1357 w miejscowości istniał kościół i parafia. Na początku XIX wieku Raszków wchodził w skład posiadłości rodziny von Magnis. We wsi były wtedy: kościół, szkoła, gorzelnia i wytwórnia sadzy drzewnej, używanej jako barwnik. W 1840 roku było tu 98 budynków, w tym: kościół, folwark, szkoła, gorzelnia i 16 warsztatów tkackich.

## Zabytki
Według rejestru zabytków Narodowego Instytutu Dziedzictwa na listę zabytków wpisane są obiekty:
- zespół kościoła filialnego:
  - kościół śś. Piotra i Pawła w Raszkowie, z pierwszej połowy XVI wieku, przebudowany w latach 1689-1690 i na początku XIX wieku. Na dachu jest sygnaturka z 1804 roku, a wewnątrz zachowało się wyposażenie z XVIII wieku: polichromowana ambona, ołtarz i prospekt organowy[5]. Przed kościołem stoi klasycystyczna rzeźba przedstawiająca Ukrzyżowanie[5].
  - budynek bramny z dzwonnicą i kaplicą z XVI wieku, przebudowane w XIX wieku,
  - cmentarz kościelny,
  - mur cmentarny, z XVI wieku.

Inne zabytki:
- kapliczka domkowa z XIX wieku,
- dwór z połowy XVIII wieku,
- kilka krzyży przydrożnych.

## Szlaki turystyczne
- Gorzuchów – Suszyna - Raszków - Wambierzyce[7]

## Galeria

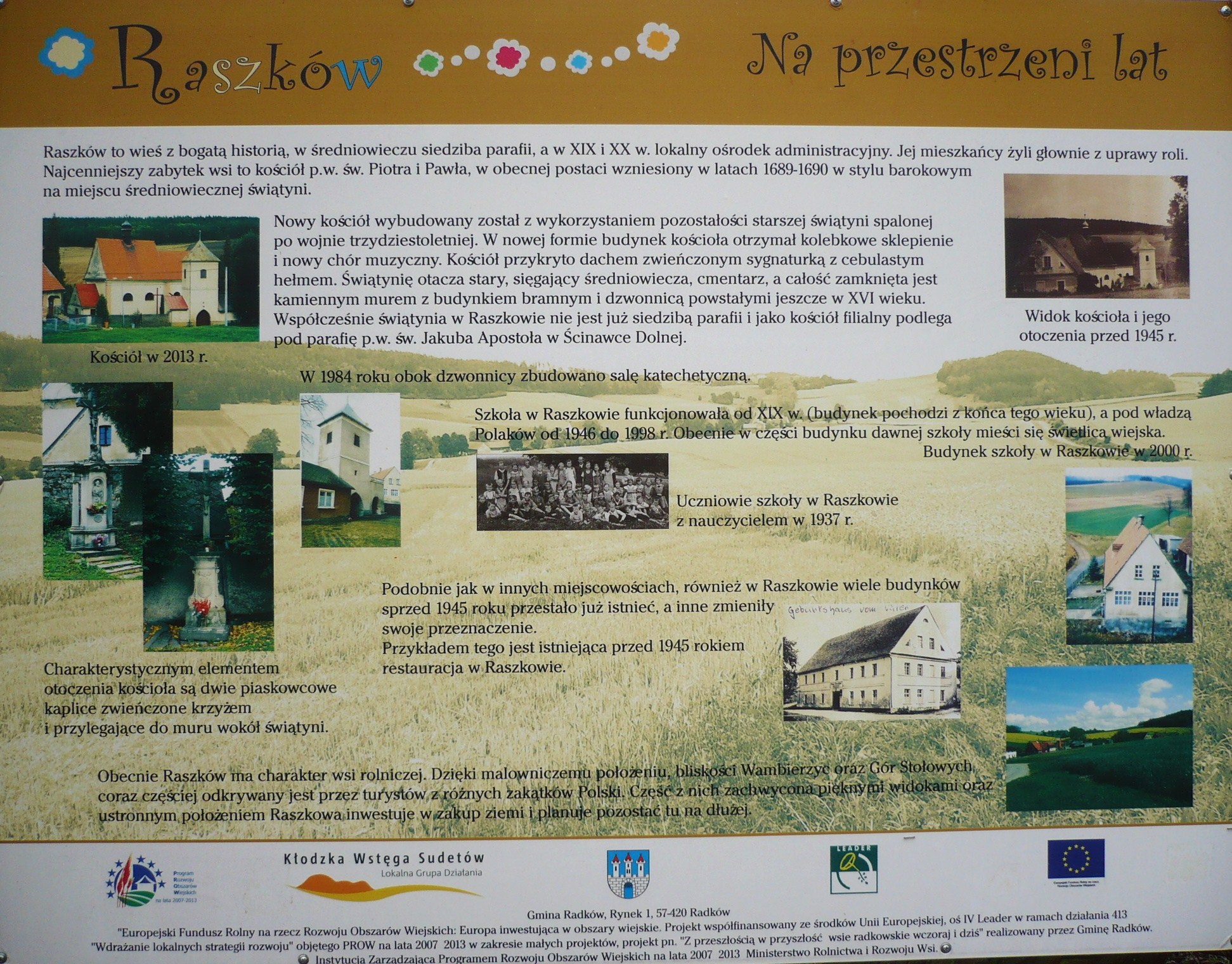
Tablica informacyjna
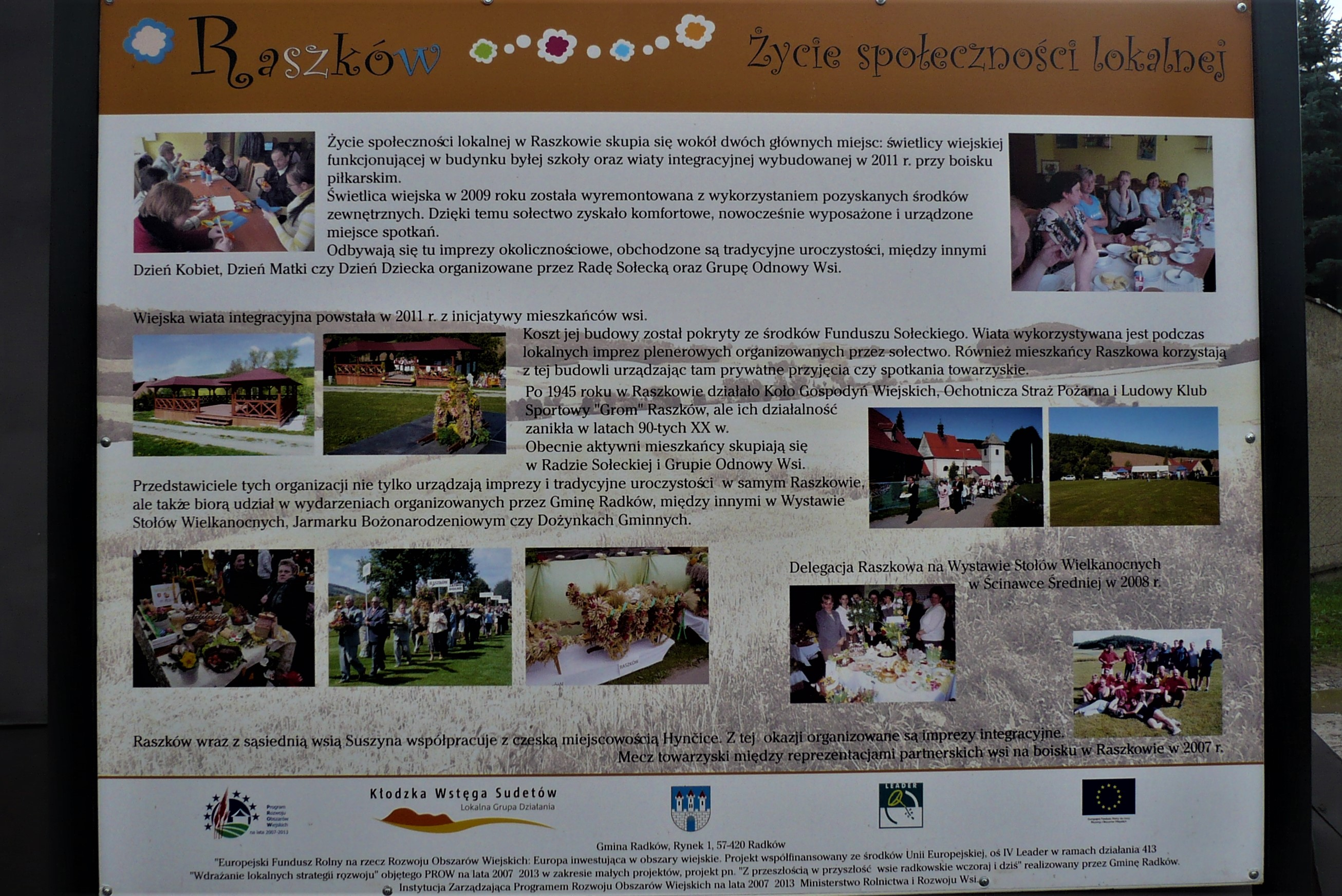
Tablica w Raszkowie
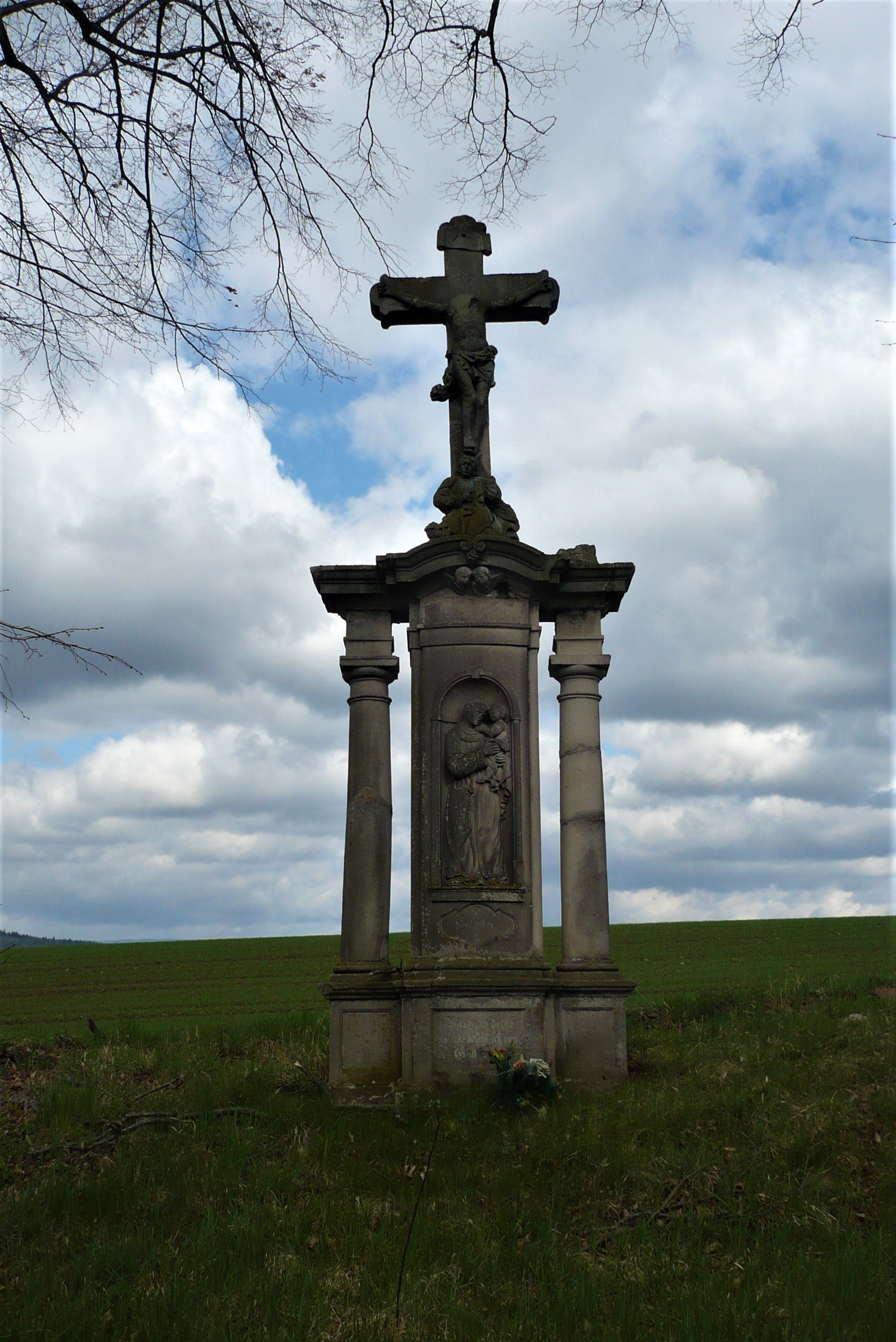
Krzyż przy drodze do wsi
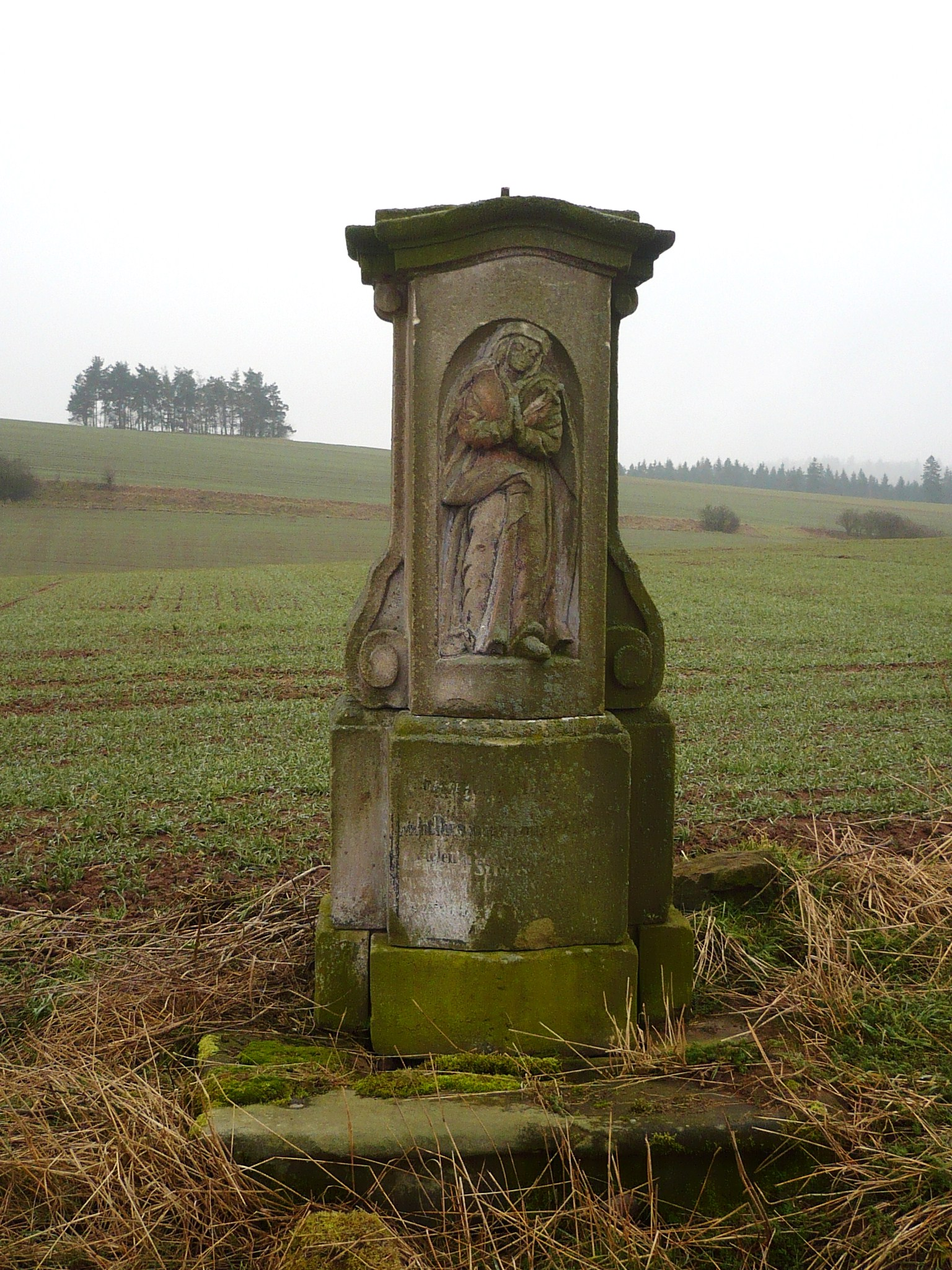
Postument przy drodze do wsi
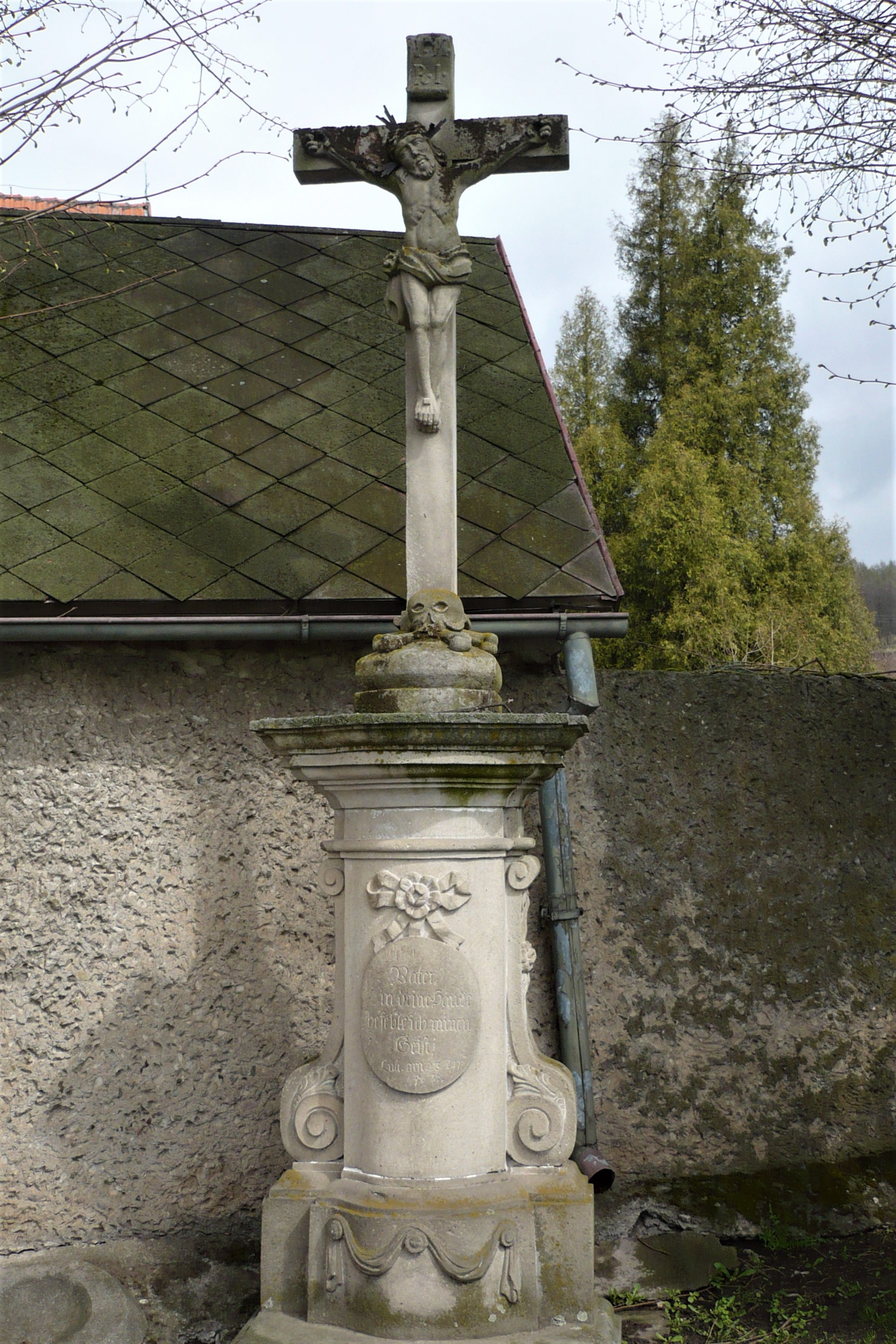
Krzyż przy kościele
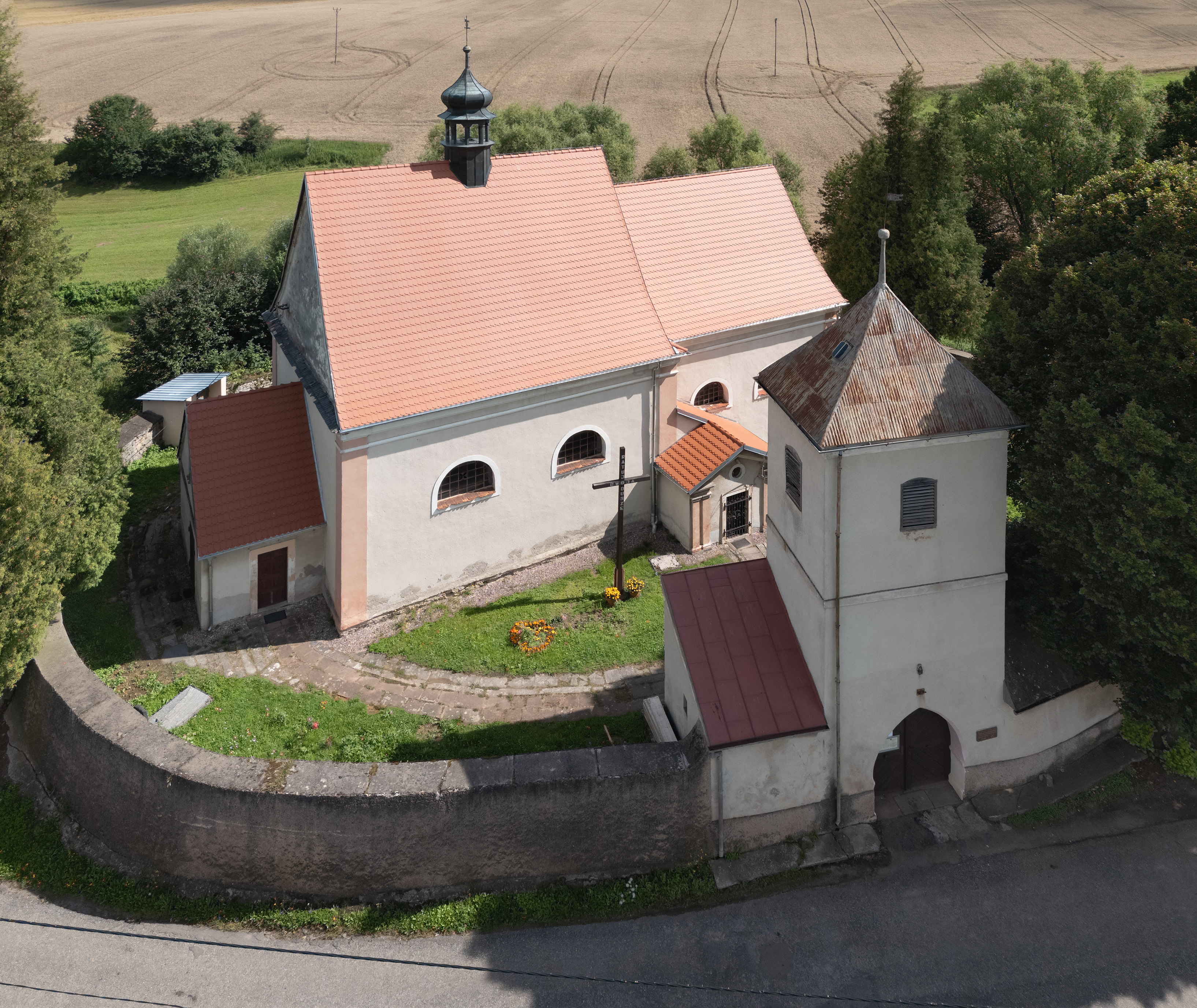
Zespół kościoła
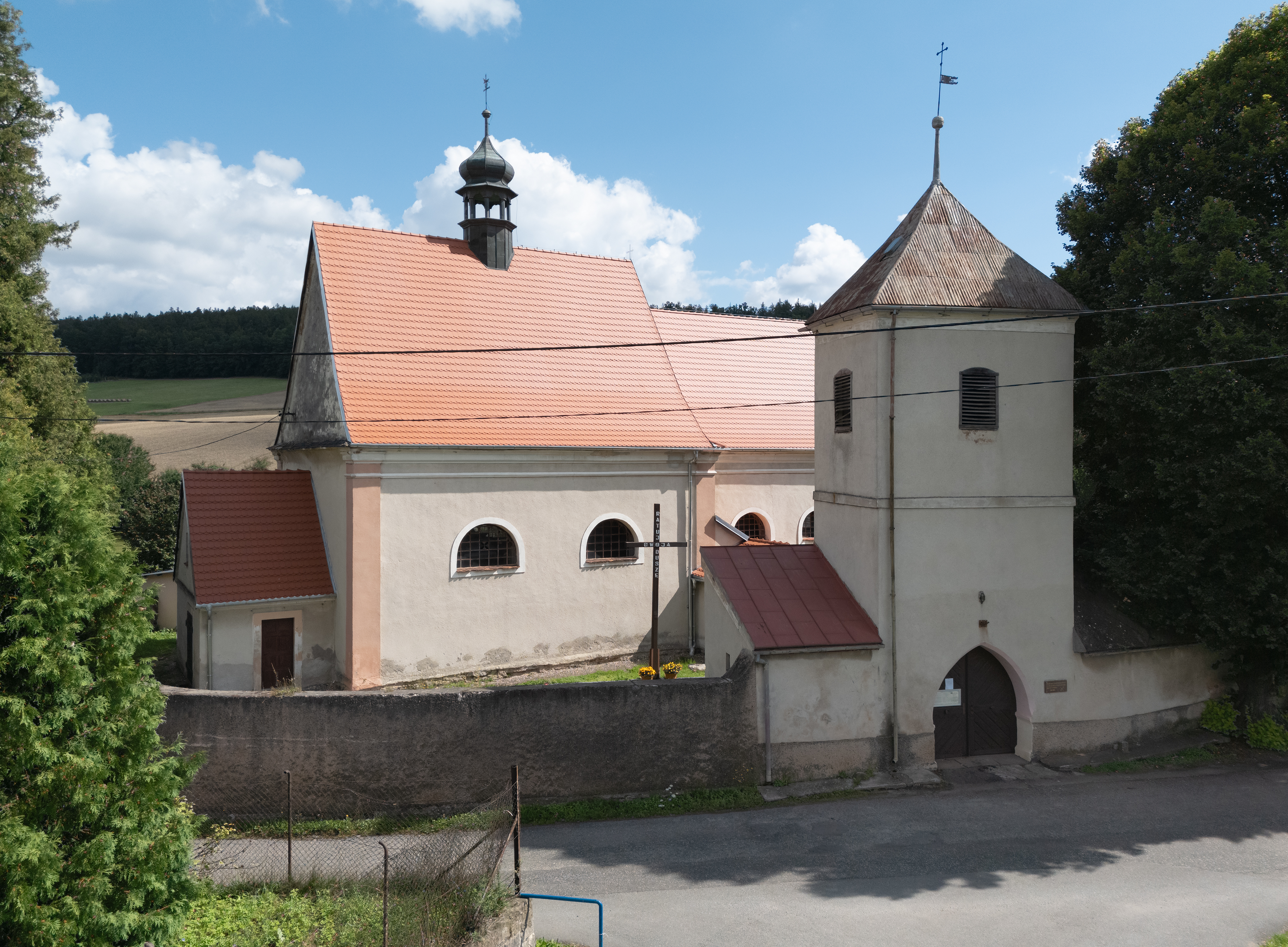
Zespół kościoła
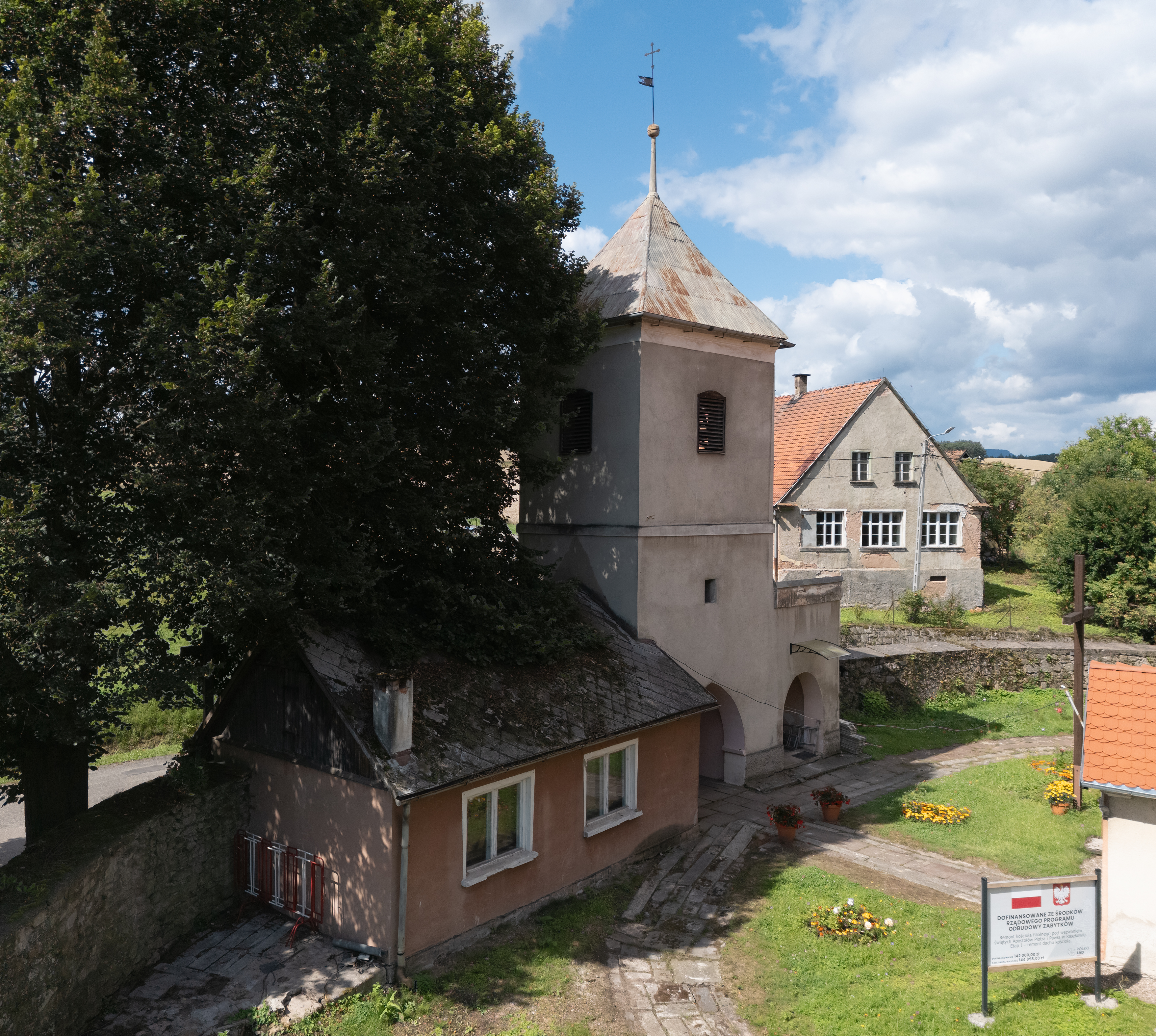
Budynek bramny z dzwonnicą i kaplica